# رياض حمود دارار
رياض حمود دارار (ولد عام 1954) هو ناشط سياسي واجتماعي ومعارض سوري، وكاتب من دير الزور. كان ناشطًا في مجال حقوق الإنسان، خاصة ما يتعلق بـأكراد سوريا منذ عام 2000. خلال نشاطه، تم اعتقاله من قبل الحكومة السورية لمدة خمس سنوات وأُطلق سراحه عام 2010.
في 25 فبراير 2017، تم انتخابه رئيسًا مشاركًا لـمجلس سوريا الديمقراطية.

## الحياة المبكرة
ولد رياض دارار في دير الزور عام 1954. حصل لاحقًا على شهادة بكالوريوس في اللغة العربية، وأصبح خطيب وإمام في أحد مساجد المدينة.

## المسيرة السياسية
منذ عام 2000، بدأ رياض دارار نشاطه السياسي وعمل مع عدة منظمات غير حكومية. بعد أحداث القامشلي 2004، تم اعتقال وقتل الشيخ معشوق الخزنوي، وهو قيادي ديني صوفي كردي، على يد الاستخبارات العسكرية السورية في مايو 2005. كان رياض دارار من بين الحاضرين في جنازته وألقى خطابًا، ثم اعتُقل في الشهر التالي.
في 2 أبريل 2006، حُكم عليه بالسجن خمس سنوات من قبل محكمة أمن الدولة العليا.
وفي 10 يونيو 2010، أُطلق سراحه. ثم أصبح في يونيو 2011، خلال بداية الثورة السورية، أحد مؤسسي هيئة التنسيق الوطنية لقوى التغيير الديمقراطي. أصبح من الشخصيات البارزة في المعارضة السورية.
استقال من الهيئة في أغسطس 2014 بسبب غياب وحدة الموقف.
في 25 فبراير 2017، وخلال المؤتمر الثاني لـمجلس سوريا الديمقراطية في المالكية (ديريك), تم انتخابه رئيسًا مشاركًا خلفًا لـهيثم مناع، الذي استقال. أعلن دعمه لـالفيدرالية والديمقراطية في سوريا، بما في ذلك في دير الزور.